# وادي العريجة
وادي العُريجة ويُسمى أيضًا وادي الغار، هو وادٍ يقع في فلسطين التاريخية، حيث يصبُ في البحر الميت قرب عين جدي، ويُوجد «قصر العُريجة» بالقرب من مصب الوادي. يبلغ طول الوادي حوالي 35 كيلومترًا، حيث يبدأ على بعد 1.5 كم شمالي غربي تل تقوع، حيث يبدأ بالتخدُد على امتدادٍ نحو 7 كم، ثم يتسع مجراه بعد ذلك لمسافة 5 كم، ثم يتخدد مجددًا لنحو 5 كم غربي عين جدي. ينتهي بجندلٍ ارتفاعه وعرضه حوالي 500 مترًا.